# المتعاقد (فلم 2022)
المتعاقد (بالإنجليزية: The Contractor) هو فيلم أكشن أمريكي من إخراج طارق صالح وبطولة كريس باين، بن فوستر، جيليان جاكوبس، إيدي مارسان، فلوريان مونتينو وكيفر ساذرلاند. عرض الفيلم في الولايات المتحدة في 1 أبريل 2022.

## قصة الفيلم
بعد طرده من مشاة البحرية ، انضم جيمس هاربر إلى منظمة شبه عسكرية لدعم عائلته. يسافر إلى بولندا مع فريق النخبة في مهمة للتحقيق في تهديد غامض. لكن هاربر يجد نفسه وحيدًا ويُطارد في وسط أوروبا الشرقية. سيتعين عليه القتال للبقاء على قيد الحياة لفترة كافية لاكتشاف أسباب أولئك الذين خانوه.

## روابط خارجية
مقالات تستعمل روابط فنية بلا صلة مع ويكي بيانات